# Capnodis cariosa
Capnodis cariosa è un grosso Buprestide di colore nero, ampiamente diffuso nella regione mediterranea.

## Descrizione
È un coleottero di notevoli dimensioni, lungo da 25 a 35 mm.

## Alimentazione
Si nutre di gemme e di lembi teneri di corteccia di diverse piante, prediligendo soprattutto lentisco ma anche salici, pioppi e platani.

## Riproduzione
La femmina depone le uova sulle stesse piante di cui si nutre. Le larve sono di forma allungata e senza zampe, scavano delle gallerie nel legno impiegando circa de anni per completare il loro sviluppo.